# Alexander Hamilton-Gordon (General, 1859)

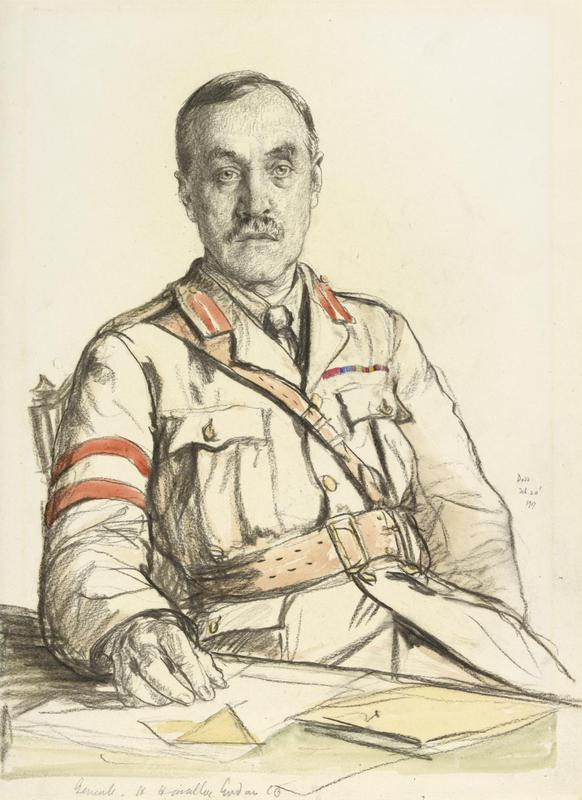
Porträt von Francis Dodd, 1917

Sir Alexander Hamilton-Gordon KCB (* 6. Juli 1859; † 13. Februar 1939) war ein britischer Offizier der British Army, zuletzt Lieutenant-General.

## Leben
Hamilton-Gordon wurde als Sohn des gleichnamigen Generals Alexander Hamilton-Gordon und Enkel des früheren Premierministers George Hamilton-Gordon, 4. Earl of Aberdeen geboren. Er wurde am Winchester College ausgebildet und 1880 in die Royal Artillery aufgenommen. Noch im gleichen Jahr wurde er im Zweiten Anglo-Afghanischen Krieg eingesetzt. Er diente des Weiteren im Zweiten Burenkrieg bei Ladysmith, Spion Kop, Vaal Kranz und Tugela Heights. Im Jahr 1901 wurde er Deputy Assistant Adjutant General for Intelligence in Südafrika. Nach seiner Rückkehr nach England wurde er als Major Deputy-Assistant Quartermaster-General in Aldershot und besuchte das Staff College.
1910 erhielt er eine Stelle als Director of Military Operations in Britisch-Indien, wo er bis 1914 diente. Nach Ausbruch des Ersten Weltkriegs wurde er General Officer Commanding des Aldershot Command. 1916 erhielt er das Kommando über das kurz zuvor von Gallipoli nach Frankreich verlegte IX Corps, mit dem er in der 2. Armee Herbert Plumers in den Schlachten von Messines und Passchendaele zum Einsatz kam. Im April 1918 nahm das Korps an der Vierten Flandernschlacht teil, in der die 1917 gemachten Geländegewinne wieder verloren gingen. Anschließend wurde Hamilton-Gordons Korps an die Front der französischen 6. Armee des Generals Denis Auguste Duchêne am Chemin des Dames verlegt. Hier wurde es Ende Mai durch die deutsche Aisne-Marne-Offensive getroffen. Anschließend kam es zur britischen 4. Armee unter Henry Rawlinson. Rawlinson war wenig überzeugt von Hamilton-Gordons Fähigkeiten und setzte schließlich seine Ablösung durch Walter Braithwaite durch, die Mitte September erfolgte.
Hamilton-Gordon kehrte nach England zurück und wurde 1919 Colonel-Commandant des Royal Regiment of Artillery, bevor er 1920 aus dem Dienst schied. Er war Knight Commander des Order of the Bath und Ritter der Ehrenlegion, ferner erhielt er den belgischen Kronenorden und das belgische Croix de Guerre.